# Solanum sect. Pachyphylla
Solanum sect. Pachyphylla es una sección del género Solanum.
Incluye las siguientes especiesː
- Solanum betaceum Cav.
- Solanum cacosmum Bohs
- Solanum cajanumense Kunth
- Solanum calidum Bohs
- Solanum circinatum Bohs
- Solanum corymbiflorum (Sendtn.) Bohs
- Solanum diploconos (Mart.) Bohs
- Solanum diversifolium Dunal
- Solanum endopogon (Bitter) Bohs
- Solanum exiguum Bohs
- Solanum fallax Bohs
- Solanum fortunense Bohs
- Solanum fragrans Hook.
- Solanum huilense Bohs
- Solanum latiflorum Bohs
- Solanum maternum Bohs
- Solanum melissarum Bohs
- Solanum obliquum Ruiz & Pav.
- Solanum occultum Bohs
- Solanum ovum-fringillae (Dunal) Bohs
- Solanum oxyphyllum C. V. Morton
- Solanum paralum Bohs
- Solanum pendulum Ruiz & Pav.
- Solanum pinetorum (L. B. Sm. & Downs) Bohs
- Solanum premnifolium (Miers) Bohs
- Solanum proteanthum Bohs
- Solanum rojasianum (Standl. & Steyerm.) Bohs
- Solanum roseum Bohs
- Solanum sciadostylis (Sendtn.) Bohs
- Solanum sibundoyense (Bohs) Bohs
- Solanum sycocarpum Mart. & Sendtn.
- Solanum tegore Aubl.
- Solanum tenuisetosum (Bitter) Bohs
- Solanum tobagense (Sandwith) Bohs
- Solanum unilobum (Rusby) Bohs